# Romeo Bisini
Romeo Bisini, oppure Romero Bisini (Roma, circa 1875 – circa 1930), è stato un circense e direttore artistico italiano.

## Biografia

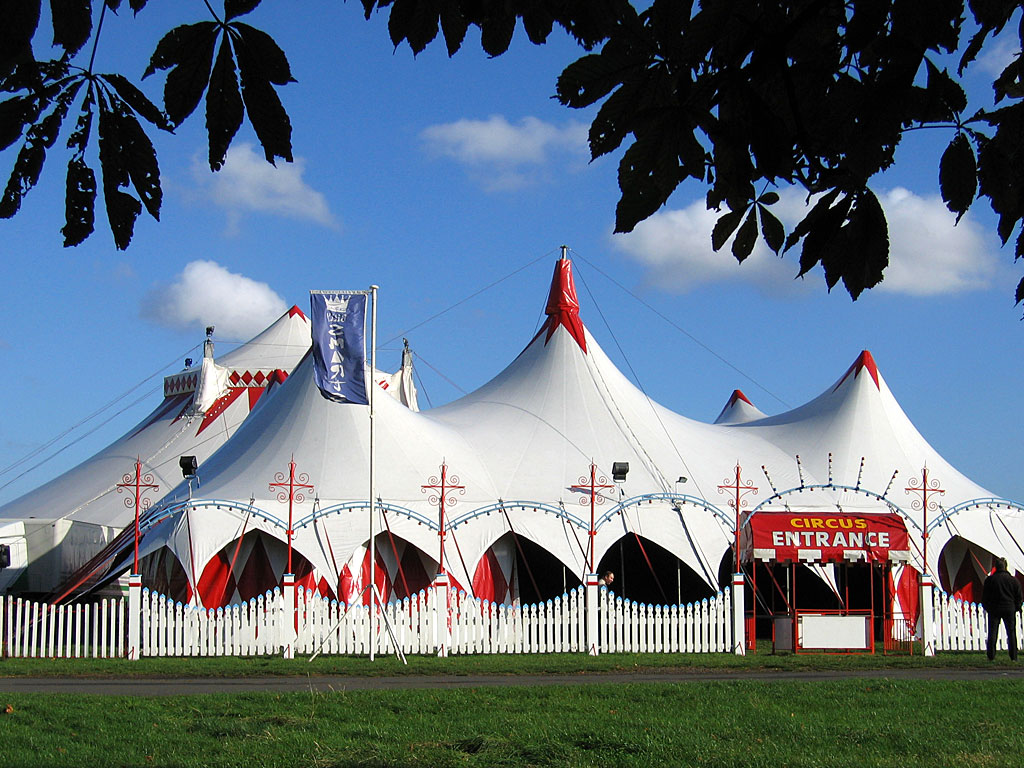
Un classico tendone da circo

Romeo Bisini nacque a Roma intorno al 1875.
Romeo Bisini, un gioielliere, con la moglie tedesca Mary Kling, cavallerizza d'alta scuola, e le sorelle di lei, la cavallerizza Anna e l'ammaestratrice di foche Zelma, nel 1909 creò il Gran Circo Continentale Bisini, uno dei maggiori d'Italia, la cui tenda misurava 50 m di diametro ed ospitava oltre quattromila persone.
L'alto livello degli spettacoli, che abitualmente a quei tempi di effettuavano nei teatri e nei politeama, gli valse un grande successo anche in occasione della tournée in Francia nel 1913.
Romeo Bisini è considerato uno dei primi moderni direttori di circhi italiani. Effettuò numerose tournée all'estero e per questo motivo negli anni venti fu al centro di una polemica autarchica con il circo francese di Alphonse Rancy.
Si distinse per essere stato il primo a presentare un'esibizione di foche ammaestrate capace di sorprendenti giochi di equilibrismo e con le palle, per le parades precedenti lo spettacolo, per le pantomime.
La sua troupe comprendeva oltre trenta acrobati e trenta cavalli, che presentavano la pantomima Fior di prateria a carattere indiano e la Danza dei 7 coktails: in queste pantomime si mise in evidenza anche la ballerina Anita Faraboni del Teatro alla Scala.
Intorno al 1923 Romeo Bisini lasciò la gestione del circo al nipote Nino, ma in breve tempo l'attività chiuse i battenti.